# Уряд Панайотіса Пікрамменоса
Уряд Панайотіса Пікрамменоса був скликаний 17 травня 2012 року. Панайотіс Пікрамменос очолив тимчасовий уряд країни, який головним своїм завданням мав підготовку та провелення повторних дострокових параментських виборів 17 червня 2012 року, після того як на виборах 6 травня жодна з партій не виборола 151 місце у парламенті для формування більшості і уряду країни. Єдиним нововведенням стало скасування посади Віце-прем'єр-міністра Греції.

## Склад уряду
| Міністерство                                                                                     | Чинний міністр        | Партія       | Партія       | Початок повноважень |
| ------------------------------------------------------------------------------------------------ | --------------------- | ------------ | ------------ | ------------------- |
| Прем'єр-міністр                                                                                  | Панайотіс Пікрамменос | безпартійний | безпартійний | 17 травня 2012      |
| Міністр фінансів                                                                                 | Георгіос Заніас       | безпартійний | безпартійний | 17 травня 2012      |
| Міністр внутрішніх справ, децентралізації та електронного управління                             | Антоніос Манітакіс    | безпартійний | безпартійний | 17 травня 2012      |
| Міністр адміністративної реформи та електронного управління                                      | Павлос Апостолідіс    | безпартійний | безпартійний | 17 травня 2012      |
| Міністр закордонних справ                                                                        | Петрос Молівіатіс     | безпартійний | безпартійний | 17 травня 2012      |
| Міністр національної оборони                                                                     | Франгуліс Франгос     | безпартійний | безпартійний | 17 травня 2012      |
| Міністр економіки і конкурентоспроможності                                                       | Янніс Стурнарас       | безпартійний | безпартійний | 17 травня 2012      |
| Міністр охорони навколишнього середовища, енергетики та змін клімату                             | Грігоріс Цалтас       | безпартійний | безпартійний | 17 травня 2012      |
| Міністр у справах освіти та релігії                                                              | Ангелікі-Ефросіні Кяу | безпартійний | безпартійний | 17 травня 2012      |
| Міністр інфраструктури, транспорту та мереж                                                      | Сімос Сімопулос       | безпартійний | безпартійний | 17 травня 2012      |
| Міністр праці і соціального захисту                                                              | Антоніс Рупакіотіс    | безпартійний | безпартійний | 17 травня 2012      |
| Міністр охорони здоров'я та соціальної солідарності (медичного забезпечення незаможних громадян) | Христос Кіттас        | безпартійний | безпартійний | 17 травня 2012      |
| Міністр з розвитку сільських районів і продовольства                                             | Наполеон Маравегіас   | безпартійний | безпартійний | 17 травня 2012      |
| Міністр юстиції, прозорості і прав людини                                                        | Христос Гераріс       | безпартійний | безпартійний | 17 травня 2012      |
| Міністр із захисту громадян                                                                      | Елефтеріос Іконому    | безпартійний | безпартійний | 17 травня 2012      |
| Міністр культури і туризму                                                                       | Татіана Карапанайоті  | безпартійний | безпартійний | 17 травня 2012      |
| Державний міністр при прем'єр-міністрі                                                           | Антоніс Аргірос       | безпартійний | безпартійний | 17 травня 2012      |